# Port Etches
Port Etches és una petita badia que es troba al sud-centre de l'estat d'Alaska, als Estats Units. Es troba al costat occidental de l'illa Hinchinbrook i s'obre cap al Hinchinbrook Entrance, un estret que separa Hinchinbrook de l'illa Montague i que connecta el Prince William Sound amb el golf d'Alaska.
El juliol de 1787 el capità Nathaniel Portlock li va posar aquest nom, possiblement en honor de John Cadman Etches o Richard Cadman Etches, els quals, junts a altres comerciants formaren la companyia King George's Sound Company, també coneguda com a Richard Cadman Etches and Company per ocupar-se del comerç de pells des de la costa occidental d'Amèrica fins a la Xina. George Dixon, que acompanyava a Portlock, l'anomenà Port Rose. Els comerciants russos de pells li van posar el nom de Zaliv Nuchek. Amb tot, el primer nom europeu emprat per designar aquesta badia fou el de Puerto de Santiago, que li va donar el 23 de juliol de 1779 Ignacio de Arteaga durant el seu viatge d'exploració junt a Juan Francisco de la Bodega y Quadra, per commemorar la propera festivitat de sant Jaume Apòstol, el 25 de juliol. Durant aquesta, els espanyols escenificaren l'acte formal de presa de possessió, que consistí en una processó a terra a la qual van prendre-hi part tots els oficials i capellans de l'expedició, amb una gran creu mentre els canons i mosquetons disparaven salves. El Te Deum fou cantat, seguit de lletanies i pregàries. En finalitzar el sermó l'acta forma de possessió fou redactada i firmada pels oficials i capellans. Aquest fet fou molt important anys després, ja que va posar la base per a la reclamació de sobirania que Espanya exercí al Pacífic Nord fins a la latitud 61° 17′ N.